# Parenzana

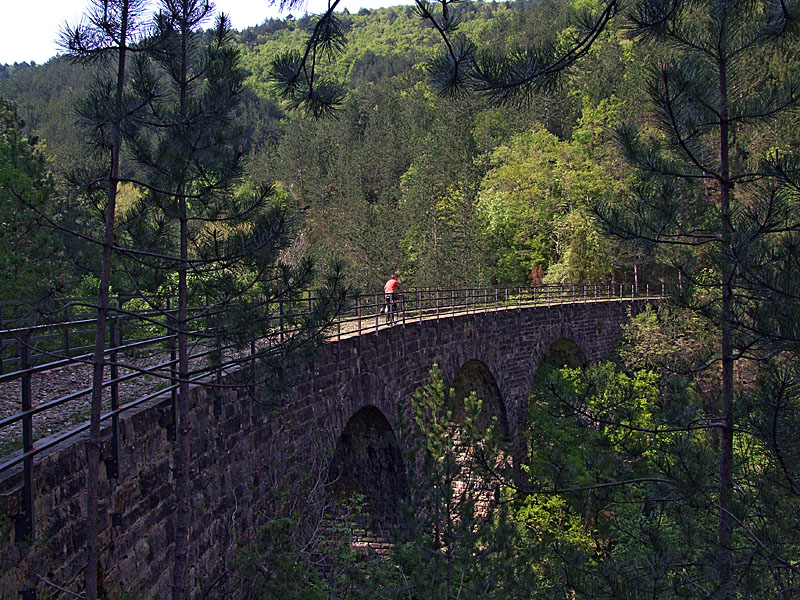
Zachovaný viadukt trati

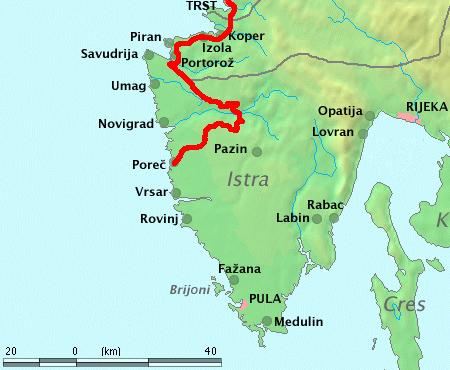
Mapa Parenzany

Parenzana (též v chorvatštině nebo slovinštině Parencana, slovinsky také Porečanka) je název pro zrušenou úzkorozchodnou železniční trať na západě Istrie, dnes na území Itálie, Slovinska a Chorvatska. Vedla z Terstu přes Koper, Portorož, Buje a Motovun do Poreče (italsky Parenzo, odsud název), byla dlouhá 123 km a měla rozchod koleje 760 mm.
Byla zprovozněna roku 1902, v době kdy celé toto území patřilo do Rakouského Přímoří v rámci Rakouska-Uherska. Sloužila především pro nákladní dopravu zemědělských produktů a ryb z istrijského venkova a menších přístavů do zemské metropole Terstu. Trať vedla velmi členitým terénem a překonávala značné převýšení. Úsek z Terstu po území dnešního Slovinska vedl podél pobřeží, za řekou Dragonjou trať stoupala po úbočí na plošinu okolo města Buje ve výši 100–150 metrů n.m. Dále stoupala až téměř do 300 m u Grožnjanu a odsud strmě klesala do údolí Mirny (cca 10 m n. m.), aby zase vystoupala okolo Motovunu k městečku Vižinada (270 m). Z této výše pak opět postupně sestoupila k úrovni moře v přístavu Poreč.
Trať byla velmi klikatá a pomalá, průměrná rychlost dopravy byla 25 km/h a osobní vlak jel celou trasu (35 zastávek) 7 hodin. Nebyly vybudovány ani plánované odbočky a propojky, které by zvýšily její efektivitu. Proto na ní byl už roku 1935 (tehdy náležela Itálii) zastaven provoz a nikdy už nebyl obnoven.
V současné době slouží těleso bývalé trati především jako cyklostezka. O cyklotrase se poprvé začalo uvažovat při příležitosti 100. výročí otevření trati v roce 2002. V letech 2004–2006 byl pak s pomocí fondů EU realizován projekt Cyklostezka zdraví a přátelství tří zemí. Poslední úsek do Poreče byl dokončen až v roce 2013.